# 波斑鸨属
波斑鸨属（学名：Chlamydotis）是鸨科下的一个属。

## 下属物种
本属包括以下物种：
- 麥昆氏波斑鴇 Chlamydotis macqueenii (J.E.Gray, 1832)
- 非洲波斑鸨 Chlamydotis undulata (Jacquin, 1784)